# فتى الصحراء (فلم)
فتى الصحراء هو فيلمٌ عراقيٌ أُنتج عام 1991، أخرجه عبد السلام الأعظمي.

## قصة الفيلم
فيلمٌ موجهٌ للفتيان يروي سيرة الفارس العربي عنترة بن شداد.

## إنتاج الفيلم
الفيلم من بطولة علي الحربي، وهناء محمد، وسمر محمد، وفائزة جاسم، وكنعان وصفي، وعزيز خيون، وطه سالم، وزهرة الربيعي، وهاني هاني، وكريم رشيد.

## مصدر
1. ↑  المونتير والمخرج صاحب حداد نسخة محفوظة 2024-12-21 على موقع واي باك مشين.
2. 1 2  تاريخ السينما العراقية 1975-1994 نسخة محفوظة 2014-04-07 على موقع واي باك مشين.

## وصلات خارجية
- مقالات تستعمل روابط فنية بلا صلة مع ويكي بيانات